# 灵泉镇 (津市市)
灵泉镇，是中华人民共和国湖南省常德市津市市下辖的一个乡镇级行政单位。

## 行政区划
灵泉镇下辖以下地区：
五泉铺社区、同兴村、鹿山村、杨家村、龙山村、葵花村、汉泗村、复兴村、兴隆村、李家村和马家村。